# Beşir Atalay
Beşir Atalay (ur. 1 kwietnia 1947 w Keskin w prowincji Kırıkkale) – turecki polityk, działacz Partii Sprawiedliwości i Rozwoju (AKP), prawnik, socjolog, nauczyciel akademicki.

## Życiorys
W latach 1992–1997 zajmował stanowisko rektora Uniwersytetu w Kırıkkale. Od 2002 pełni mandat deputowanego do Wielkiego Zgromadzenia Narodowego Turcji. Od 2007 do 2011 był ministrem spraw wewnętrznych. Sprawował urząd wicepremiera Turcji (2011-2014).
Jest żonaty i ma troje dzieci.